# 1st Business Certificate
1st Business Cerificate (též zkratkou 1BC) je koncept manažerského a businessového vzdělávání, který pochází z Rakouska. Podle tohoto konceptu probíhá systematické vzdělávání manažerů a obchodníků v České republice a 21 dalších evropských zemích. Školení jsou rozdělena do 10 modulů dle tématu. Absolvent každého modulu obdrží mezinárodně platný certifikát, kterým prokazuje dosaženou úroveň vzdělání v dané oblasti. Vzdělání ze série 1st Business Certificate jsou určená zejména pro manažery a soukromé podnikatele.

## Moduly 1BC
- Finanční management & Investiční plánování
- Marketing & Management služeb
- Management nákladů
- Strategický management
- Řízení lidských zdrojů
- Management procesů, výroby a jakosti
- Bilancování & Podnikové účetnictví
- Obchodní a spotřebitelské právo v ČR a EU
- Makroekonomie & Národní hospodářství
- English for Business

## Certifikáty 1BC
Certifikáty jsou udělovány absolventům jednotlivých oborů:
- Certified Business Manager (CBM) – udělen po absolvování modulů Marketing & Management služeb, Strategický management, Řízení lidských zdrojů, Management procesů, výroby a jakosti
- Certified Financial Manager (CFM) – udělen po absolvování modulů Finanční řízení & Investiční plánování, Management nákladů, Bilancování & Podnikové účetnictví
- Certified Business Executive (CBE) – udělen při absolvování všech 10 modulů ze série 1BC